# Ingram Linhope and Greenshawhill
Ingram Linhope and Greenshawhill var en civil parish 1866–1884 när det uppgick i Ingram Linhope Greenshawhill and Hartside, nu i Ingram civil parish, i grevskapet Northumberland i England. Civil parish var belägen 18 km från Alnwick och hade 65 invånare år 1881. Det inkluderade byn Ingram och Linhope.